# Anna Barthold
Anna Christina Barthold (Skön, 31 marzo 1980) è un'ex cestista svedese.

## Carriera
Con la Svezia ha disputato due edizioni dei Campionati europei (2013, 2015).